# Osieck

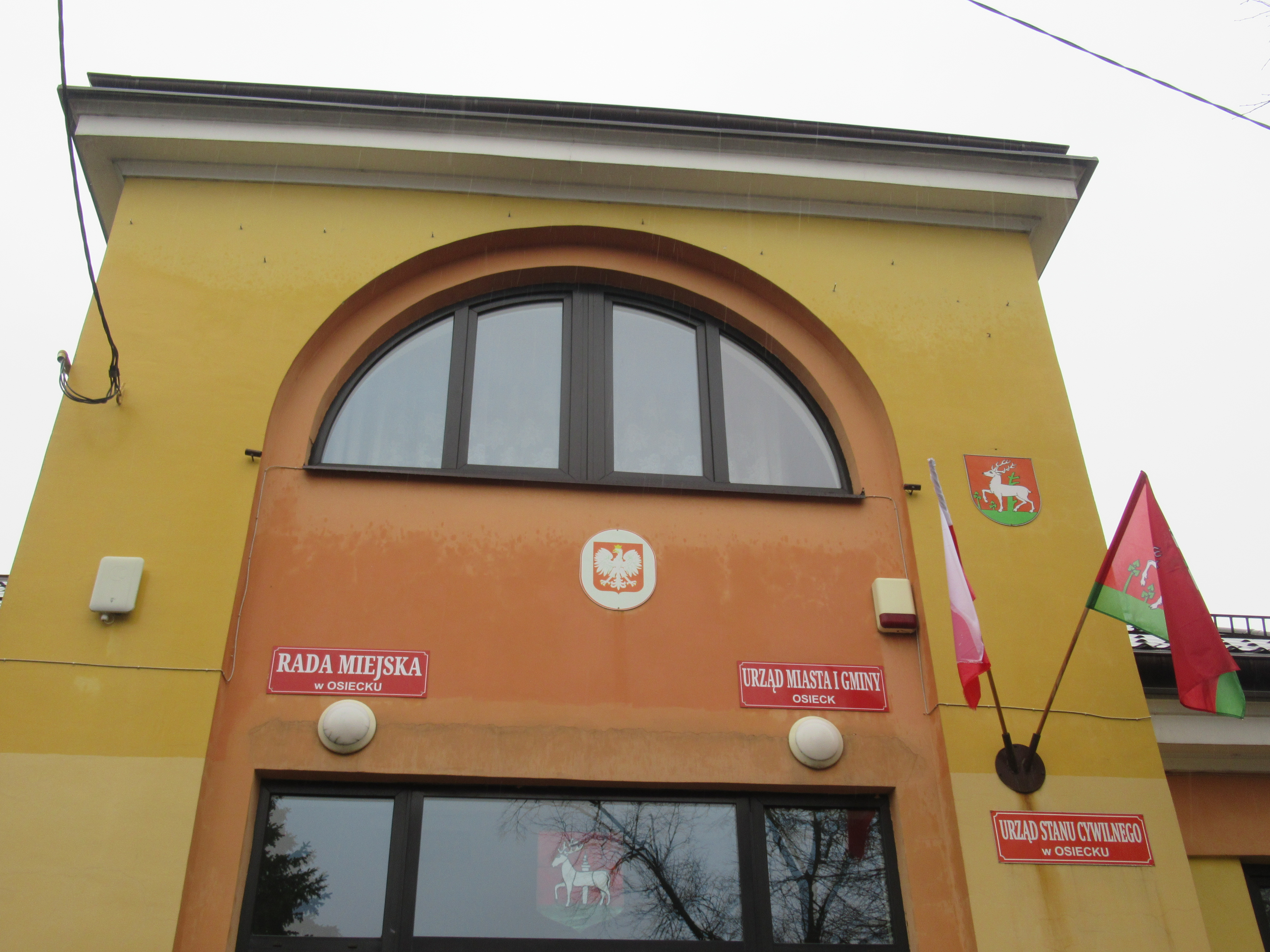
Urząd Miasta i Gminy Osieck

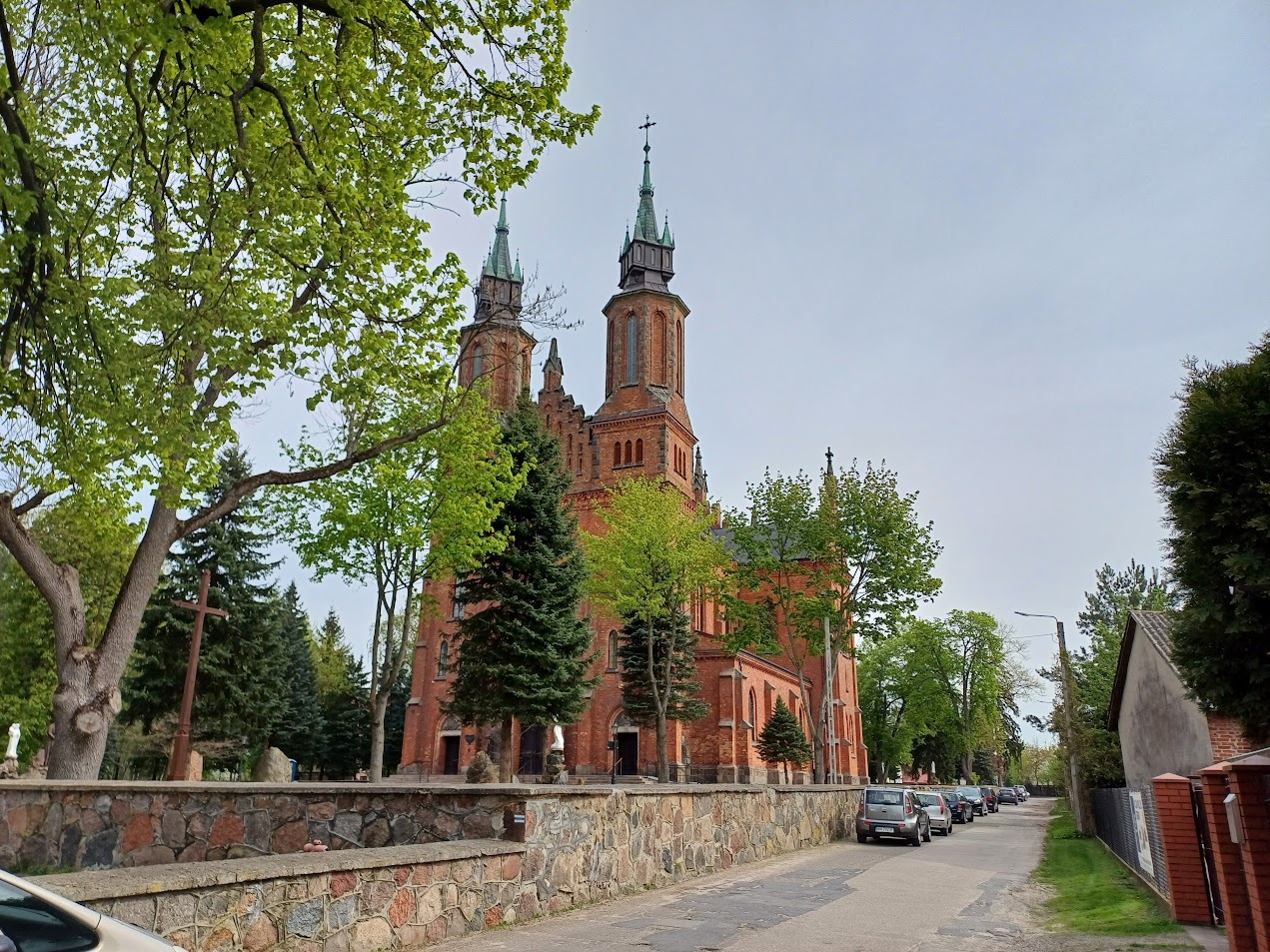
Kościół Świętych Apostołów Andrzeja i Bartłomieja

Osieck – miasto w Polsce, położone w województwie mazowieckim, w powiecie otwockim, w miejsko-wiejskiej gminie Osieck. Siedziba gminy, Dekanatu Osieck oraz parafii św. Bartłomieja Apostoła.
Admnistracyjnie Osieck ma status sołectwa.
Osieck uzyskał lokację miejską w 1558 roku. Był miastem królewskim Korony Królestwa Polskiego, w drugiej połowie XVI wieku położonym w powiecie garwolińskim ziemi czerskiej województwa mazowieckiego. Został pozbawiony praw miejskich 13 października 1870 i włączony do gminy Osieck w powiecie garwolińskim. W latach 1867–1954 siedziba wiejskiej gminy Osieck, 1954–1972 gromady Osieck (od 1958 w powiecie otwockim), a od 1973 reaktywowanej gminy Osieck. W latach 1975–1998 należał administracyjnie do województwa siedleckiego. 1 stycznia 2024 odzyskał status miasta.
Osieck leży na prawym brzegu Wisły w odległości od niej około 10 km. Przez wieś przechodzi linia kolejowa nr 12 ze stacją Osieck oraz krzyżują się drogi wojewódzkie nr 736, nr 805 i 862.
| SIMC    | Nazwa     | Rodzaj       |
| ------- | --------- | ------------ |
| 0683200 | Chabaszew | część miasta |
| 0683217 | Dworek    | część miasta |
| 0683223 | Kąciki    | przysiółek   |

## Historia
W XV wieku książęta mazowieccy założyli tu zwierzyniec, wybudowali dwór myśliwski i przyjeżdżali na polowania. Tutejsza parafia została erygowana w XIII wieku. Wybudowano wówczas kościół parafialny pod wezwaniem Św.Bartłomieja (wzmiankowany w 1300) W 1566 kościół spłonął i wybudowano nowy, który został zniszczony podczas potopu szwedzkiego. Kolejny kościół wybudowano w 1672 roku i istniał do 1778. Następny murowany wystawił ks. Andrzej Reptowski w latach 1778–1782. Rozebrany został pod koniec XIX w. Obecna świątynia murowana, neogotycka, wybudowana została w latach 1902–1909, według projektu arch. Stefana Szyllera.
Osieck otrzymał prawa miejskie 24 października 1558 od Zygmunta Augusta na wniosek dzierżawcy starostwa osieckiego Jędrzeja Swieborowskiego. Miasto otrzymało szereg przywilejów, od: Stefana Batorego w 1578 i 1578, Zygmunta III w 1601 i 1618, Władysława IV w 1633, Jana Kazimierza w 1650 i 1660, Jana III Sobieskiego w 1677, Augusta II w 1698, Augusta III w 1752 i Stanisława Augusta Poniatowskiego w latach 1775, 1777 i 1788. W 1869 roku prawa miejskie zostały miastu odebrane przez cara za udział osiecczan w powstaniu styczniowym. 
Podczas epidemii w Warszawie w latach 1625, 1629 i 1630 w Osiecku schronił się wraz z dworem Król Zygmunt III. W 1616 Osieck liczył 177 domów i 79 pustych placów oraz 40 rzemieślników i licznych piwowarów. Po wojnach szwedzkich w Osiecku ocalało 40 domów, 350 mieszkańców i 10 rzemieślników. W 1777 Osieck liczył 190 domów. W roku 1771 starostwo posiadał Franciszek Bieliński, a w 1810 należał do ks. Józefa Poniatowskiego. W 1810 roku było tu 770 mieszkańców, a w 1820 – 946 mieszkańców (w tym 75 rzemieślników) i 151 domów. W 1827 Osieck liczył 159 domów i 989 mieszkańców. W 1869 Osieck utracił prawa miejskie. Nie zahamowało to rozwoju osady. W 1860 liczył 185 domów i 1340 mieszkańcowi, w tym 310 Żydów. W 1885 osada posiadała 154 domy, 1448 mieszkańców. W 1901 roku Osieck liczył 1500 mieszkańców, a w 1920 – 1700 mieszkańców. Liczba ta spadła w 1935 do 1309 osób. Od roku 1912 funkcjonuje w miejscowości jednostka OSP.
12 września 1939 spora część osady spłonęła w wyniku działań wojennych. Tego dnia z rejonu Osiecka kontratakowała polska 10 DP z zadaniem likwidacji niemieckiego przyczółka pod Górą Kalwarią.
4 czerwca 1981 roku pod Osieckiem wydarzyła się katastrofa kolejowa, w której śmierć poniosło 25 osób, a 6 zostało rannych.

## Toponimia
Wieś wzmiankowana po raz pierwszy w 1416 – „Oszeczsko”, w 1449 – „Oschyeczsko” i w 1540 – „Ossyeczko”. W średniowieczu brzmiała: Osiecsko i Osiecko. Nazwa pochodzi od staropolskiego wyrazu – osiek, oznaczającego warownię leśną zbudowaną z pni drzewnych; do którego dołączono przyrostek -scko. Pierwotnie określała ona miejsce warowne o charakterze obronnym.

## Zabytki
- Kościół parafialny Świętych Andrzeja i Bartłomieja, zbudowany w latach 1902–1907 wg projektu Stefana Szyllera; we wnętrzu jednolite neogotyckie wyposażenie zakupione w 1908 r. w firmie Ignacego Szpetkowskiego w Warszawie[17]
- budynek plebanii, tzw. stara plebania, z 1897 r., drewniany konstrukcji zrębowej, szalowany[18]
- Kaplica cmentarna św. Rocha z lat 1839–1840, drewniana, szalowana o słupowej konstrukcji, zbudowana na rzucie prostokąta, zamkniętego trójbocznie, z wnętrzem jednonawowym[19].
- domy drewniane z XIX w. przy Rynku 25 i ul. Warszawskiej
- Na cmentarzu nagrobki: Antoniego Bogusławskiego (zm. 1833), jego żony Józefy z Dąbrowskich (zm. 1850), Antoniego Puchalskiego (zm. 1847) i jego żony Katarzyny z Wyczółkowskich (zm. 1899) oraz mogiła zbiorowa poległych w czasie II wojny światowej.